# Női 200 méteres mellúszás az 1956. évi nyári olimpiai játékokon
Az 1956. évi nyári olimpiai játékokon az úszás női 200 méteres mellúszás  versenyszámát november 29. és 30. között tartották Olimpiai Park Úszóstadionban.

## Rekordok
A versenyt megelőzően a következő rekord voltak érvényben:
| Világrekord     | Ada den Haan (Hollandia) | 2:46,4 | Naarden, Hollandia   | 1956. november 13. |
| Olimpiai rekord | Novák Éva (HUN)          | 2:54,0 | Helsinki, Finnország | 1952. július 26.   |

 megjegyzés: A magyar Székely Éva az 1952. évi olimpián Női 200 m mellen úszott 2:51,7 olimpiai rekordja ezen az olimpián nem tekintették hivatalosnak, mert az akkor még engedélyezett pillangó úszás egy formáját is használhatták a versenyzők a mellúszás számán belül.
A versenyen új rekord született:
| Olimpiai rekord | Döntő | Ursula Happe (EUA) | 2:53,1 | Melbourne, Ausztrália | november 30. |

## Eredmények
Az időeredmények másodpercben értendők. A rövidítések jelentése a következő:
| - Q: továbbjutás időeredmény alapján - OR: olimpiai rekord - DNS: nem indult a futamon |

### Előfutam
Az előfutamokból a legjobb 8 eredményt elérő versenyző jutott a döntőbe.
| H        | P        | Név                 | Nemzet                      | E        | Mj       |
| 1. futam | 1. futam | 1. futam            | 1. futam                    | 1. futam | 1. futam |
| -------- | -------- | ------------------- | --------------------------- | -------- | -------- |
| 1.       | 6        | Ursula Happe        | Egyesült Német Csapat (EUA) | 2:54,1   | Q        |
| 2.       | 4        | Killermann Klára    | Magyarország (HUN)          | 2:54,6   | Q        |
| 3.       | 3        | Elenor Gordon       | Nagy-Britannia (GBR)        | 2:55,4   | Q        |
| 4.       | 5        | Mary Sears          | Egyesült Államok (USA)      | 2:58,2   | Q        |
| 5.       | 7        | Colette Goossens    | Belgium (BEL)               | 3:00,5   |          |
| 6.       | 8        | Elena Zennaro       | Olaszország (ITA)           | 3:05,2   |          |
|          | 1        | Helen Stewart       | Kanada (CAN)                | DNS      |          |
|          | 2        | Jarmila Helešicová  | Csehszlovákia (TCH)         | DNS      |          |
| 2. futam |          |                     |                             |          |          |
| 1.       | 6        | Székely Éva         | Magyarország (HUN)          | 2:55,8   | Q        |
| 2.       | 5        | Vinka Jeričević     | Jugoszlávia (YUG)           | 2:56,0   | Q        |
| 3.       | 4        | Eva-Maria ten Elsen | Egyesült Német Csapat (EUA) | 2:57,5   | Q        |
| 4.       | 7        | Christine Gosden    | Nagy-Britannia (GBR)        | 2:58,2   | Q        |
| 5.       | 3        | Jytte Hansen        | Dánia (DEN)                 | 2:59,8   |          |
| 6.       | 1        | Novák Éva           | Belgium (BEL)               | 3:02,7   |          |
| 7.       | 8        | Barbara Evans       | Ausztrália (AUS)            | 3:03,6   |          |
| 8.       | 2        | Ria Tobing          | Indonézia (INA)             | 3:14,2   |          |

| H                    | F                    | Név                  | Nemzet                      | E                    | Mj                   |
| Előfutam végredménye | Előfutam végredménye | Előfutam végredménye | Előfutam végredménye        | Előfutam végredménye | Előfutam végredménye |
| -------------------- | -------------------- | -------------------- | --------------------------- | -------------------- | -------------------- |
| 1.                   | 1                    | Ursula Happe         | Egyesült Német Csapat (EUA) | 2:54,1               | Q                    |
| 2.                   | 1                    | Killermann Klára     | Magyarország (HUN)          | 2:54,6               | Q                    |
| 3.                   | 1                    | Elenor Gordon        | Nagy-Britannia (GBR)        | 2:55,4               | Q                    |
| 4.                   | 2                    | Székely Éva          | Magyarország (HUN)          | 2:55,8               | Q                    |
| 5.                   | 2                    | Vinka Jeričević      | Jugoszlávia (YUG)           | 2:56,0               | Q                    |
| 6.                   | 2                    | Eva-Maria ten Elsen  | Egyesült Német Csapat (EUA) | 2:57,5               | Q                    |
| 7.                   | 1                    | Mary Sears           | Egyesült Államok (USA)      | 2:58,2               | Q                    |
| 7.                   | 2                    | Christine Gosden     | Nagy-Britannia (GBR)        | 2:58,2               | Q                    |
| 9.                   | 2                    | Jytte Hansen         | Dánia (DEN)                 | 2:59,8               |                      |
| 10.                  | 1                    | Colette Goossens     | Belgium (BEL)               | 3:00,5               |                      |
| 11.                  | 2                    | Novák Éva            | Belgium (BEL)               | 3:02,7               |                      |
| 12.                  | 2                    | Barbara Evans        | Ausztrália (AUS)            | 3:03,6               |                      |
| 13.                  | 1                    | Elena Zennaro        | Olaszország (ITA)           | 3:05,2               |                      |
| 14.                  | 2                    | Ria Tobing           | Indonézia (INA)             | 3:14,2               |                      |
|                      | 1                    | Helen Stewart        | Kanada (CAN)                | DNS                  |                      |
|                      | 1                    | Jarmila Helešicová   | Csehszlovákia (TCH)         | DNS                  |                      |

### Döntő
| H     | P | Név                 | Nemzet                      | E      | Mj |
| ----- | - | ------------------- | --------------------------- | ------ | -- |
| Arany | 4 | Ursula Happe        | Egyesült Német Csapat (EUA) | 2:53,1 | OR |
| Ezüst | 6 | Székely Éva         | Magyarország (HUN)          | 2:54,8 |    |
| Bronz | 7 | Eva-Maria ten Elsen | Egyesült Német Csapat (EUA) | 2:55,1 |    |
| 4.    | 2 | Vinka Jeričević     | Jugoszlávia (YUG)           | 2:55,8 |    |
| 5.    | 5 | Killermann Klára    | Magyarország (HUN)          | 2:56,1 |    |
| 6.    | 3 | Elenor Gordon       | Nagy-Britannia (GBR)        | 2:56,1 |    |
| 7.    | 1 | Mary Sears          | Egyesült Államok (USA)      | 2:57,2 |    |
| 8.    | 8 | Christine Gosden    | Nagy-Britannia (GBR)        | 2:59,2 |    |